# Amy Kennedy
Amy Kennedy (amb nom de naixement Amy Savell; Atlantic City, Nova Jersey, 20 de novembre de 1978) és una educadora estatunidenca, defensora de la salut mental i política de l'estat de Nova Jersey, als Estats Units. És la candidata del Partit Democràtica en les eleccions de 2020 per al representant del 2n districte congressual de l'estat de Nova Jersey en la Cambra de Representants dels Estats Units.

## Infantesa i joventut
Va néixer amb el nom de Amy Savell a Atlantic City, Nova Jersey i es va criar a Pleasantville i Absecon. Els pares de Kennedy, Leni i Jerry Savell, són tots dos mestres. Jerry també va ser freeholder en el Comtat d'Atlantic, Nova Jersey, i era membre de l'ajuntament tant a Absecon com a Pleasantville. Es va graduar l'any 1997 a l'Institut Holy Spirit i va obtenir un grau en Educació Primària a la Universitat Estatal de Pennsilvània. Més tard, va obtenir un postgrau en educació mediambiental a la Universitat Nova Southeastern.

## Carrera
Kennedy va ser professora d'història en l'escola secundàriaNorthfield Community Schools. Més tard va esdevenir directora d'educació del Kennedy Forum, un grup de defensa de la salut mental fundat pel seu marit.

### Política
En les eleccions de 2020, Kennedy va ser candidatat pel Partit Democràtic pel 2n districte congressual. El 7 de juliol de 2020, va derrotar la professora universitària Brigid Callahan Harrison i l'anterior ajudant al Congrés Will Cunningham en les eleccions primàries del partit. La victòria de Kennedy va ser una victòria particularment sorprenent, ja que Harrison havia rebut el suport de George Norcross, una figura potent en la política de Nova Jersey. A data del 9 de juliol de 2020, els resultats de les primàries mostren que Kennedy és guanyadora en tots vuit comtats del districte congressual. Es va presentar a les eleccions congressionals contra el republicà incumbent Jeff Van Drew en les eleccions general.
Segons El Washington Post, Kennedy es presenta a les eleccions com una "insurgent anti-establishment que intenta arreplegar l'energia recent dels activistes de base", i té el suport de Martin Luther King III, del governador de Nova Jersey Phil Murphy, i del Líder de la Majoria de la Casa Blanca Steny Hoyer. La seva campanya està enfocada en assumptes de salut mental i educació. Dona suport a expandir l'Affordable Care Act.
Kennedy va aconseguir 1.4 milions de dòlars per la seva campanya a les primàries, incloent uns 500,000 dòlars en un préstec personal dels seus propis diners.
El 3 d'agost de 2020 va rebre el suport de l'expresident Barack Obama.

## Vida privada
Kennedy va conèixer Mark Petitgout a la universitat, amb qui es va casar l'any 2003. Durant la seva etapa universitària, Petitgout jugava a futbol americà amb els Penn State Nittany Lions i és el germà de l'exjugador de la NFL Luke Petitgout. Van viure en Linwood, Nova Jersey i van tenir una filla abans de divorciar-se a principis de 2010.
Kennedy va conèixer l'excongressista dels Estats Units Patrick J. Kennedy en un fòrum de salut mental a Atlantic City l'any 2010. Es van casar al juliol de 2011 al complex Kennedy a Hyannis Port, Massachusetts, en una cerimònia oficiada per Stephen Breyer, del Tribunal Suprem. Viuen a Brigantine, Nova Jersey. Kennedy té quatre fills del seu segon matrimoni.